# آنکه انگلکه
آنکه انگلکه  (انگلیسی: Anke Engelke؛ زادهٔ ۲۱ دسامبر ۱۹۶۵) یک هنرپیشه، مجری و صدا پیشه اهل آلمان است.